# Japanese Automotive Standards Organization
Die Japanese Automotive Standards Organization (japanisch 日本自動車規格 Nihon Jidōsha Kikaku, kurz JASO) ist eine japanische Organisation, welche Automobil-Standards in Japan erarbeitet. Die JASO setzt etwa Standards für Schmieröle oder auch für die Fahrzeugelektrik (z. B. Sicherungen). Die JASO ist Teil der Society of Automotive Engineers of Japan.